# Cato Maximilian Guldberg

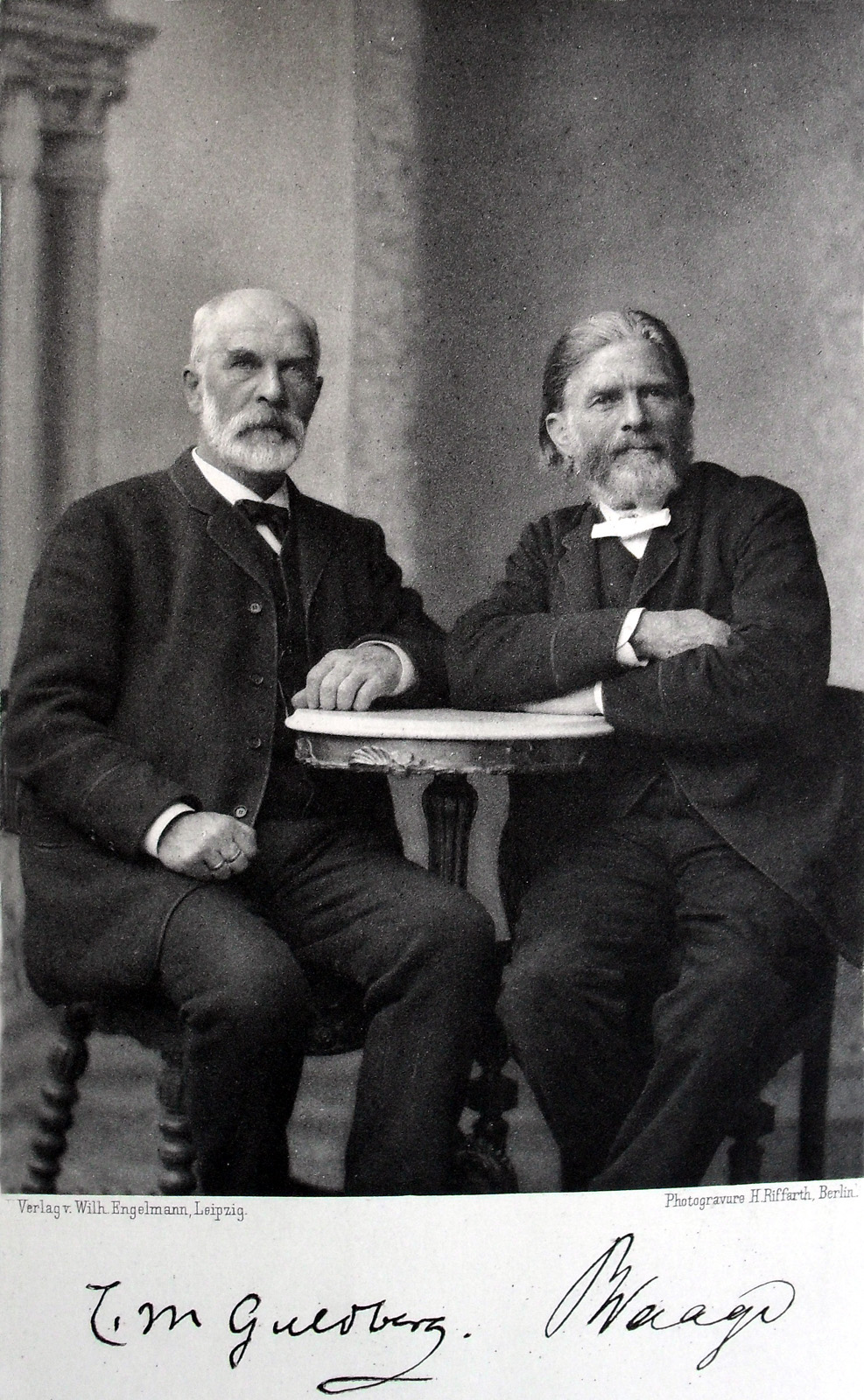
Cato Maximilian Guldberg (links) und Peter Waage im Jahr 1891

Cato Maximilian Guldberg (* 11. August 1836 in Kristiania (heute Oslo); † 14. Januar 1902 in Kristiania) war ein norwegischer Mathematiker und Chemiker. Zusammen mit seinem Schwager Peter Waage formulierte er 1864 das Massenwirkungsgesetz. 1890 formulierte er die Guldberg-Regel.

## Leben
Guldberg, ein Sohn des Buchhändlers und späteren Pfarrers Carl August Guldberg (1812–1892), schloss 1859 ein naturwissenschaftliches Studium in Kristiana ab und wurde 1860 Mathematik-Lehrer an der Königlichen Militärakademie. Nach längeren Reisen durch Frankreich, Deutschland und die Schweiz wurde er Lehrer für angewandte Mathematik am Königlichen Militär-College. Dort lehrte er von 1863 bis zu seinem Tode auch fortgeschrittene Mechanik. Daneben war Guldberg ab 1867  an der Universität Kristiana tätig, seit 1869 als Professor für angewandte Mathematik.
Die Universität Uppsala verlieh ihm 1877 die Ehrendoktorwürde. Guldberg war Ritter des Wasaordens (1866), des Dannebrogordens (1872), des Nordstern-Ordens (1882) sowie Ritter (1891) und Kommandeur (1896) des Sankt-Olav-Ordens. 
Guldberg war engagierter Freimaurer; er wurde zum Ritter des königlich-schwedischen Ordens Karls XIII., der Freimaurern vorbehalten ist, geschlagen.

## Werk
Die Arbeit von Guldberg und Waage war durch die Arbeiten von Marcelin Berthelot und Péan de Saint-Gilles über die Bildung und Zersetzung von Estern (Ann. Chim. Phys., 1861- bis 1863) beeinflusst. Sie benutzten damals auch die inzwischen überholte aber damals gängige Vorstellung einer chemischen Kraft. Die erste Arbeit von Guldberg und Waage erschien in den Abhandlungen der norwegischen Akademie der Wissenschaften 1864 in Norwegisch, gefolgt von einer ausführlicheren Abhandlung 1867 in Französisch (mit einer modifizierten Theorie). Ihre Arbeit war zwar zum Beispiel von Julius Thomsen 1869 in Dänemark aufgegriffen worden und auch August Friedrich Horstmann 1873, insbesondere nach den Veröffentlichungen von Jacobus Henricus van ’t Hoff 1877 hatten sie den Eindruck, nochmals auf ihre Entdeckungen in einer weiter verbreiteten Zeitschrift aufmerksam machen zu sollen, was 1879 geschah (Van 't Hoff räumte ihnen dann Priorität ein). In der Arbeit von 1879 bezogen sie auch molekularkinetische und energetische Gesichtspunkte mit ein, was aber auch schon Horstmann (1873) und Leopold Pfaundler (1867, 1874)  taten (die ersten Anwendungen des zweiten Hauptsatzes der Thermodynamik auf chemische Gleichgewichte, bald darauf von Josiah Willard Gibbs ausgebaut). Auch der Ire John Hewitt Jellett war 1873 unabhängig auf das Massenwirkungsgesetz gestoßen.

## Schriften
- Thermodynamische Abhandlungen über Molekulartheorie und chemische Gleichgewichte (1867, 1868, 1870, 1872). Aus dem Norwegischen übersetzt und herausgegeben von R. Abegg, Ostwalds Klassiker 139, Leipzig 1903, Archive
- mit Peter Waage: Untersuchungen über die chemischen Affinitäten (1864, 1867, 1879). Übersetzt und herausgegeben von Richard Abegg. Ostwalds Klassiker 104, Leipzig 1899, Archive
  - Darin: Studien über die Affinität I (Norwegisch), Forhandlinger i Videnskabs-Selskabet i Christiania 1864, ´Études sur les affinités chimique, Christiania (Oslo) 1867, Über die chemische Affinität, Erdmanns Journal für Praktische Chemie, Band 127, 1879, S. 69–114 (gleichzeitig in Norwegisch in den Forh. Vid. Selsk 1879 erschienen)